# Ruine Raipoltenbach

Burg Raipoltenbach um 1672
Stich von Georg Matthäus Vischer

Die Ruine Raipoltenbach ist eine kleine ländliche Burganlage in der Katastralgemeinde Raipoltenbach in der Stadt Neulengbach in Niederösterreich.

## Geschichte
Mit größter Wahrscheinlichkeit wurde diese Ende des 13. oder zu Beginn des 14. Jh. erbaut. Um 1500 wird das Schloss im Besitz der Zirckendorfer genannt.
Weitere Besitzer:
- 1512 David von Trauttmansdorff
- 1541 Litscher von Ranzenbach
- 1571 Leopold Khainacher
- 1620 Andre Thonradl
- 1654 Sebastian Freiherr von Pötting
- 1667 die Grafen Palffy auf Neulengbach

Seit dieser Zeit war Raipoltenbach mit der Herrschaft Neulengbach vereinigt und teilte die dortigen Besitzerwechsel.
1683 dürfte das Schloss von türkischen Streifscharen verwüstet worden sein. Der endgültige Verfall wurde aber, der Überlieferung nach, durch kaiserliche Soldaten ausgelöst, die hier ein Räubernest erstürmt hatten. Das Schlossgebäude und die Mauern wurden danach von der umliegenden Bevölkerung so gründlich als Steinbruch für die Errichtung ihrer Häuser benutzt, dass bis auf die Türme nichts mehr übrig blieb. 1931 verkauften die Fürsten Liechtenstein den Burgstall an den örtlichen Gastwirt Neumann.

## Anlage
Heute dient das ehemalige Burgareal der kleinen Gemeinde als Sportplatz. Von der einstigen Burganlage sind lediglich drei der vier runden Ecktürme in ruinösem Zustand erhalten.